# Marion Bloem
Marion Bloem (Arnhem, 24 de agosto de 1952) es una escritora, directora de cine neerlandesa, conocida popularmente por ser la autora del libro Geen gewoon Indisch meisje  y directora del largometraje del 2008 Ver van familie.
Es una la segunda generación de emigrantes indonesios en una familia de cuatro hermanos. Sus padres, Alexander y Jacqueline Bloem, fueron repatriados de Indonesia en 1950. Su padre es un superviviente del desastre Jun'yō Maru. Bloem es también psicóloga, está casada con el escritor y médico neerlandés Ivan Wolffers. Tienen un hijo llamado Kaja y cuatro nietos.
Además de su carrera como escritora y directora de cine, Bloem es una pintora que expone en toda Europa.

## Obra
Su estilo de escritura está influenciada por la tradición narrativa oral del idioma malayo.
Bloem también ha producido un número considerable de películas y documentales que han recibido varios premios y nominaciones culturales. Sus documentales de 1983 ouders van Het tierra mijn ( tierra de mis padres ) recibieron tanto el éxito crítico como comercial.

## Publicaciones (selección)
- Overgang  (1976) (no-ficción)
- Matabia (1981)
- Geen gewoon Indisch meisje (1983)
- Vaders van betekenis (1989)
- Vliegers onder het matras (1990)
- De honden van Slipi (1992)
- De leugen van de Kaketoe (1993)
- Mooie meisjesmond (1997)
- Ver van familie (1998)
- Games4Girls (2001)
- Voor altijd moeder (2001)

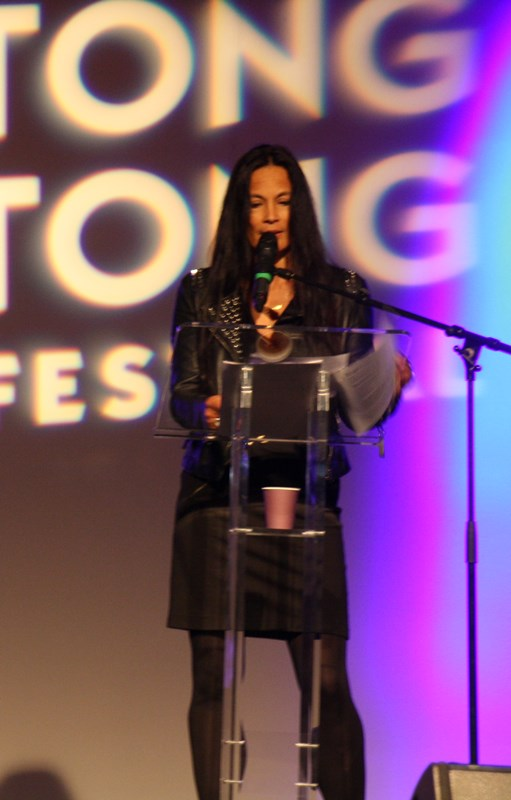
Marion Bloem enTong Tong Festival 2013

- Liefde is soms lastig, liefste, (2002), (multimedia CD with visual poetry)
- Thuis (2003), (historias, poemas, dibujos i pinturas)
- Zo groot als Hugo (2004)
- De V van Venus (2004).
- Een royaal gebaar (2005)
- In de kamer van mijn vroeger (2007) (poesía y pinturas)
- Vervlochten grenzen (2009)
- "Geen Requiem" (2010)
- "Als je man verandert" (2010) (no-ficción)
- "Meer dan mannelijk" (2011)